# Fuyu (Jilin)
Fuyu (chiń. upr. 扶余; pinyin Fúyú) – miasto na prawach powiatu w północno-wschodnich Chinach, w prowincji Jilin, w prefekturze miejskiej Songyuan. W spisie z 1999 roku powiat liczył 736 683 mieszkańców. 
24 stycznia 2013 roku powiat Fuyu został podniesiony do rangi miasta na prawach powiatu.